# Dominique Cornu
Dominique Cornu (Beveren, 10 d'octubre de 1985) és un ciclista belga, professional des del 2007 fins al 2015.
Excel·lent contrarellotgista, en el seu palmarès destaca el Campionat del món de contrarellotge sub-23 de 2006.

## Palmarès en ruta
- 2004
  -  Campió de Bèlgica sub-23 en contrarellotge
  - 1r al Gran Premi de les Nacions sub-23
  - Vencedor d'una etapa del Triptyque des Barrages
  - Vencedor d'una etapa de la Ronde van Vlaams-Brabant
- 2005
  -  Campió de Bèlgica sub-23 en contrarellotge
  - 1r al Tour de Berlín i vencedor d'una etapa
  - Vencedor d'una etapa de la Tweedaagse van de Gaverstreek
  - Vencedor d'una etapa de la Ronde van Vlaams-Brabant
  -  Medalla de plata al Campionat d'Europa en contrarellotge sub-23
- 2006
  -  Campió del món de contrarellotge sub-23
  -  Campió de Bèlgica sub-23 en contrarellotge
  - 1r al Circuit Het Volk sub-23
  - 1r a la Crono de les Nacions sub-23
  - Vencedor d'una etapa de la Ronde van Antwerpen
  - Vencedor d'una etapa de la Ronda de l'Isard d'Arieja
  -  Medalla de bronze al Campionat d'Europa en contrarellotge sub-23
- 2008
  - Vencedor d'una etapa del Giro del Cap
- 2010
  - Vencedor d'una etapa de la Volta a Bèlgica

### Resultats al Giro d'Itàlia
- 2008. Abandona (4a etapa)

### Resultats a la Volta a Espanya
- 2008. 46è de la classificació general

## Palmarès en pista
- 2006
  -  Campió de Bèlgica de persecució
- 2007
  -  Campió d'Europa sub-23 en Persecució
  -  Campió de Bèlgica de persecució
  -  Campió de Bèlgica de persecució per equips
- 2009
  -  Medalla de bronze al Campionat del Món de persecució
- 2006
  -  Campió de Bèlgica en puntuació